# Vilém Pruský (1783–1851)
Vilém Pruský (Fridrich Vilém Karel; 3. července 1783, Berlín – 28. září 1851, Berlín) byl pruský princ, nejmladší syn krále Fridricha Viléma II. a jeho druhé manželky Frederiky Luisy Hesensko-Darmstadtské.

## Život
Princ Vilém se narodil jako čtvrtý a nejmladší syn pruského krále Fridricha Viléma II. a jeho druhé manželky Frederiky Luisy Hesensko-Darmstadtské. Od roku 1799 sloužil u gardy, v roce 1806 bojoval v čele jezdecké brigády v bitvě u Jeny. V roce 1807 odcestoval do Paříže, aby se pokusil snížit válečné břemeno uvalené na Prusko Napoleonem Bonaparte; podařilo se mu dosáhnout pouze mírného snížení. V roce 1808 reprezentoval Prusko na Erfurtském kongresu. Na konci roku 1808 doprovázel svého bratra, krále Fridricha Viléma III., do Sankt Petersburgu. Později měl prominentní roli v přetvoření Pruska a jeho armády.
Během války šesté koalice v roce 1813 byl v ústředí maršála Blüchera. V bitvě u Lützen (1813) 2. května velel záložní jízdě v levém křídle armády a během bitvy u Lipska s Blücherem vyjednal unii severní armády. Později vedl 8. brigádu armádního sboru maršála Yorcka na Rýně a v bitvách o Château-Thierry, Laon a Paříž se vyznamenal statečností a vojenskými dovednostmi.
Po uzavření Pařížské mírové smlouvy (1814) doprovázel krále do Londýna a poté se účastnil jednání na Vídeňském kongresu. Během bitvy u Waterloo velel záložní jízdě pruského IV. sboru generála Bülowa. Po uzavření druhé pařížské mírové smlouvy (1815) žil převážně v Paříži a na svém zámku Fischbach v Kowarech v Krkonoších.
V letech 1824 až 1829 byl guvernérem konfederační pevnosti v Mohuči; v letech 1830 až 1831 byl generálním guvernérem Rýnské provincie ve Vestfálsku. V této funkci 20. září 1831 otevřel první železniční trať na německé půdě z Hinsbecku přes údolí Deilbach do Nierenhofu. Do té doby se linka nazývala Deilthaler Eisenbahn (železnice údolí Deil); po jejím otevření byl povolen název železnice prince Viléma.
V březnu 1834 byl jmenován generálem kavalérie a znovu jmenován guvernérem federální pevnosti v Mohuči.
Po smrti manželky Marie Anny 14. dubna 1846 se stáhl z veřejného života na svůj zámek Fischbach. Svou manželku přežil Vilém o pět let, zemřel 28. září 1851 ve věku 68 let v rodném Berlíně.

## Manželství a potomci
V roce 1804 se jednadvacetiletý princ oženil se svou o dva roky mladší sestřenicí Marií Annou, nejmladší dcerou lankraběte Fridricha V. Hesensko-Homburského a jeho manželky Karolíny Hesensko-Darmstadtské (starší sestra Vilémovy matky). Manželé spolu měli devět dětí, z nichž se čtyři dožily dospělosti:
- Amálie Frederika Luisa Karolína Vilemína Pruská (4. července 1805 – 23. listopadu 1805)
- Irena Pruská (*/† 3. listopadu 1806)
- syn (*/† 30. srpna 1809)
- Fridrich Tassilo Vilém Pruský (29. října 1811 – 9. ledna 1813)
- Jindřich Vilém Vojtěch Pruský (29. října 1811 – 6. června 1873), ⚭ 1850 Therese Elssler (5. dubna 1808 – 19. listopadu 1878), morganatické manželství
- Fridrich Vilém Tassilo Pruský (15. listopadu 1813 – 9. ledna 1814)
- Marie Alžběta Karolína Viktorie Pruská (18. června 1815 – 21. března 1885), ⚭ 1836 Karel Hesenský (23. dubna 1809 – 20. března 1877)
- Fridrich Vilém Valdemar Pruský (2. srpna 1817 – 17. února 1849), svobodný a bezdětný
- Marie Frederika Františka Hedvika Pruská (15. října 1825 – 17. května 1889), ⚭ 1842 princ Maxmilián II. Bavorský (28. listopadu 1811 – 10. března 1864)

## Vývod z předků
|              |                                                   |  |                                     |                                           |  |  |  |  |  |  |  | Fridrich I. Pruský |
|              |                                                   |  |                                     |                                           |  |  |  |  |  |  |  |                    |
|              | Fridrich Vilém I.                                 |  |                                     |                                           |  |  |  |  |  |  |  |                    |
|              |                                                   |  |                                     |                                           |  |  |  |  |  |  |  |                    |
|              |                                                   |  |                                     | Žofie Šarlota Hannoverská                 |  |  |  |  |  |  |  |                    |
|              |                                                   |  |                                     |                                           |  |  |  |  |  |  |  |                    |
|              | August Vilém Pruský                               |  |                                     |                                           |  |  |  |  |  |  |  |                    |
|              |                                                   |  |                                     |                                           |  |  |  |  |  |  |  |                    |
|              |                                                   |  |                                     | Jiří I. Anglický                          |  |  |  |  |  |  |  |                    |
|              |                                                   |  |                                     |                                           |  |  |  |  |  |  |  |                    |
|              | Žofie Dorotea Hannoverská                         |  |                                     |                                           |  |  |  |  |  |  |  |                    |
|              |                                                   |  |                                     |                                           |  |  |  |  |  |  |  |                    |
|              |                                                   |  |                                     | Žofie Dorotea z Celle                     |  |  |  |  |  |  |  |                    |
|              |                                                   |  |                                     |                                           |  |  |  |  |  |  |  |                    |
|              | Fridrich Vilém II.                                |  |                                     |                                           |  |  |  |  |  |  |  |                    |
|              |                                                   |  |                                     |                                           |  |  |  |  |  |  |  |                    |
|              |                                                   |  |                                     | Ferdinand Albert I. Brunšvický            |  |  |  |  |  |  |  |                    |
|              |                                                   |  |                                     |                                           |  |  |  |  |  |  |  |                    |
|              | Ferdinand Albrecht II. Brunšvicko-Wolfenbüttelský |  |                                     |                                           |  |  |  |  |  |  |  |                    |
|              |                                                   |  |                                     |                                           |  |  |  |  |  |  |  |                    |
|              |                                                   |  |                                     | Kristína Hesenská                         |  |  |  |  |  |  |  |                    |
|              |                                                   |  |                                     |                                           |  |  |  |  |  |  |  |                    |
|              | Luisa Amálie Brunšvicko-Wolfenbüttelská           |  |                                     |                                           |  |  |  |  |  |  |  |                    |
|              |                                                   |  |                                     |                                           |  |  |  |  |  |  |  |                    |
|              |                                                   |  |                                     | Ludvík Rudolf Brunšvicko-Lüneburský       |  |  |  |  |  |  |  |                    |
|              |                                                   |  |                                     |                                           |  |  |  |  |  |  |  |                    |
|              | Antonie Amálie Brunšvicko-Wolfenbüttelská         |  |                                     |                                           |  |  |  |  |  |  |  |                    |
|              |                                                   |  |                                     |                                           |  |  |  |  |  |  |  |                    |
|              |                                                   |  |                                     | Kristýna Luisa Öttingenská                |  |  |  |  |  |  |  |                    |
|              |                                                   |  |                                     |                                           |  |  |  |  |  |  |  |                    |
| Vilém Pruský |                                                   |  |                                     |                                           |  |  |  |  |  |  |  |                    |
|              |                                                   |  |                                     |                                           |  |  |  |  |  |  |  |                    |
|              |                                                   |  | Arnošt Ludvík Hesensko-Darmstadtský |                                           |  |  |  |  |  |  |  |                    |
|              |                                                   |  |                                     |                                           |  |  |  |  |  |  |  |                    |
|              | Ludvík VIII. Hesensko-Darmstadtský                |  |                                     |                                           |  |  |  |  |  |  |  |                    |
|              |                                                   |  |                                     |                                           |  |  |  |  |  |  |  |                    |
|              |                                                   |  |                                     | Dorotea Šarlota Braniborsko-Ansbašská     |  |  |  |  |  |  |  |                    |
|              |                                                   |  |                                     |                                           |  |  |  |  |  |  |  |                    |
|              | Ludvík IX. Hesensko-Darmstadtský                  |  |                                     |                                           |  |  |  |  |  |  |  |                    |
|              |                                                   |  |                                     |                                           |  |  |  |  |  |  |  |                    |
|              |                                                   |  |                                     | Johan Reinhard III. Hanau-Lichtenberský   |  |  |  |  |  |  |  |                    |
|              |                                                   |  |                                     |                                           |  |  |  |  |  |  |  |                    |
|              | Šarlota z Hanau-Lichtenbergu                      |  |                                     |                                           |  |  |  |  |  |  |  |                    |
|              |                                                   |  |                                     |                                           |  |  |  |  |  |  |  |                    |
|              |                                                   |  |                                     | Dorotea Frederika Braniborsko-Ansbašská   |  |  |  |  |  |  |  |                    |
|              |                                                   |  |                                     |                                           |  |  |  |  |  |  |  |                    |
|              | Frederika Luisa Hesensko-Darmstadtská             |  |                                     |                                           |  |  |  |  |  |  |  |                    |
|              |                                                   |  |                                     |                                           |  |  |  |  |  |  |  |                    |
|              |                                                   |  |                                     | Kristián II. Zweibrückensko-Birkenfeldský |  |  |  |  |  |  |  |                    |
|              |                                                   |  |                                     |                                           |  |  |  |  |  |  |  |                    |
|              | Kristián III. Falcko-Zweibrückenský               |  |                                     |                                           |  |  |  |  |  |  |  |                    |
|              |                                                   |  |                                     |                                           |  |  |  |  |  |  |  |                    |
|              |                                                   |  |                                     | Kateřina Agáta Rappoltsteinská            |  |  |  |  |  |  |  |                    |
|              |                                                   |  |                                     |                                           |  |  |  |  |  |  |  |                    |
|              | Karolína Falcko-Zweibrückenská                    |  |                                     |                                           |  |  |  |  |  |  |  |                    |
|              |                                                   |  |                                     |                                           |  |  |  |  |  |  |  |                    |
|              |                                                   |  |                                     | Ludvík Crato Nasavsko-Saarbrückenský      |  |  |  |  |  |  |  |                    |
|              |                                                   |  |                                     |                                           |  |  |  |  |  |  |  |                    |
|              | Karolína Nasavsko-Saarbrückenská                  |  |                                     |                                           |  |  |  |  |  |  |  |                    |
|              |                                                   |  |                                     |                                           |  |  |  |  |  |  |  |                    |
|              |                                                   |  |                                     | Filipína Henrieta z Hohenlohe-Langenburg  |  |  |  |  |  |  |  |                    |
|              |                                                   |  |                                     |                                           |  |  |  |  |  |  |  |                    |